# Lehman Brothers
Lehman Brothers Holdings Inc. (NYSE: LEH), fondată în 1850 de frații Lehman, originari din Rimpar (Bavaria), a fost o corporație de servicii financiare globale. Lehman Brothers a fost activă în domeniile investițiilor bancare, capitalizării de piață, al vânzărilor de certificate de valoare fixă, studiul piețelor financiare și tranzacțiilor, managementului investițiilor, respectiv în domeniile de private equity și private banking.  
Lehman Brothers a fost un dealer primar pe piața bonurilor de trezorerie.  Subsidiariile sale includ Lehman Brothers Inc., Neuberger Berman Inc., Aurora Loan Services, Inc., SIB Mortgage Corporation, Lehman Brothers Bank, FSB și Crossroads Group. Sediul mondial al companiei se afla în New York City, având sedii regionale în Londra și Tokyo, respectiv oficii plasate peste tot în lume. 
În ziua de 15 septembrie 2008, corporația a înaintat documentația de protejare în caz de faliment conform Chapter 11 al United States Code  listând datorii de circa $ 613 miliarde dolari.  Până la terminarea procedurilor de faliment, compania încă există, la o valoare a capitalizării de piață care reprezintă o fracțiune dintr-un procent al fostei sale valori.

## Succesiunea rapidă a evenimentelor în septembrie 2008

### 9 septembrie 2008
Acțiunile Lehman scad cu 45%, căderea fiind aprinsă de un raport care anunța că banca coreeană de dezvoltare s-a decis să se retragă de la masa discuțiilor ce privea preluarea a 50% din acțiunile firmei Lehman Brothers.

### 10 septembrie 2008
Banca coreeană de dezvoltare confirmă că s-a retras de la masa discuțiilor cu Lehman. În același timp, Lehman anunță oficial o pierdere pe al treilea trimestru de 3.9 miliarde dolari. Standard & Poor avertizează că banca ar putea ajunge la nivelul unei bănci de credit tip A.

### 11 septembrie 2008
Acțiunile Lehman se prăbușesc cu încă 41,8%. Costul creditului de asigurări pentru Lehman crește până la 805 puncte de bază.Câteva bănci, incluzând și Bank of America și Barclays discută ca să cumpere Lehman.

### 12 septembrie 2008
Managerii de pe Wall Street se întălnesc să discute căi de rezolvare a crizei. Guvernul Federal și Trezoreria semnalizează că guvernul nu va folosi bani publici ca să faciliteze preluarea Lehman.

### 13 septembrie 2008
Discuțiile continuă și se lărgesc ca să includă probleme cu alte instituții cum ar fi AIG.

### 14 septembrie 2008

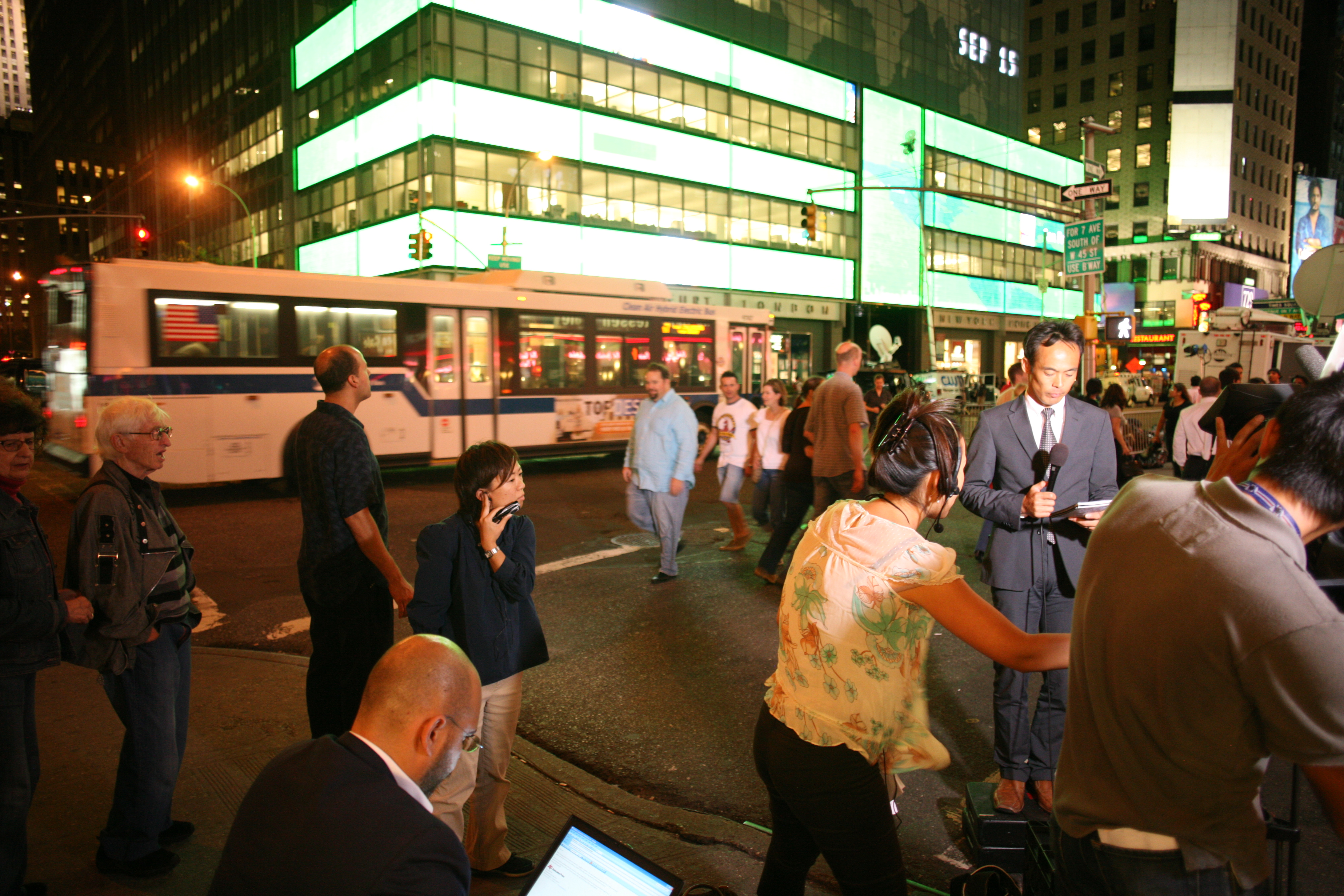
Cartierul general al Lehman Brothers la 15 septembrie 2008

Barclays abandonează o înțelegere potențială de răscumpărare. Dealerii de pe Wall Street țin o sesiune fără precedent la bursă. Bank of America abandonează discuțiile cu Lehman, și acceptă să cumpere Merryl Lynch cu 50 miliarde dolari.

### 15 septembrie 2008
Lehman anunță oficial falimentul. Acțiunile AIG se prăbușesc. Regulatorii de asigurări din New York permit AIG să acceseze 20 de miliarde dolari din capitalul său pentru a opri criza de lichidități și căderea creditelor.

### 16 septembrie 2008
Barclay ajunge la o înțelegere să cumpere anumite părți din Lehman.